# L'Incorruptible (pièce de théâtre)
 (février 2015).
Si vous disposez d'ouvrages ou d'articles de référence ou si vous connaissez des sites web de qualité traitant du thème abordé ici, merci de compléter l'article en donnant les références utiles à sa vérifiabilité et en les liant à la section « Notes et références ».
L'Incorruptible (Der Unbestechliche) est une comédie en cinq actes, publiée en 1922 par Hugo von Hofmannsthal pour la première fois dans la Neue Freie Presse. La traduction de l'allemand vers le français a été effectuée par Jean-Yves Masson.

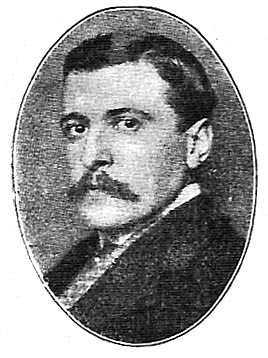
L'auteur de la pièce, Hugo Von Hofmannsthal.

## Résumé
Le valet Théodore est l’un des personnages les plus étonnants de toute la littérature dramatique germanophone. « Incorruptible », il guide son maître Jaromir qui a une nette tendance à succomber au charme des femmes ; inflexible, il essaie de le maintenir sur le droit chemin, ce qui provoque un effet indubitablement comique. Le valet se met en travers de toutes les tentatives de Jaromir, qui veut tromper sa femme avec deux de ses anciennes amantes, la tendre Maria et la coquette Mélanie. L'action se passe en 1912 sur les terres de la baronne, en Basse-Autriche.

## Liste des personnages par ordre d'apparition
- La baronne Amélie (55 ans)
- Jaromir, son fils (36 ans)
- Anna, épouse de Jaromir (24 ans)
- Melanie Galattis (32 ans)
- Marie Am Rain (27 ans)
- Le général Ado (62 ans)
- Theodore, serviteur (46 ans)
- Hermine, une jeune veuve
- Le petit Jaromir (4 ans)
- La gouvernante Wallisch
- La femme de chambre Milli
- Le cocher
- La fille de cuisine
- Le jardinier

## Résumé par actes

### Acte I
L'action s'ouvre sur une maison où tout le monde panique. En effet, la baronne s'apprête à recevoir chez elle les deux invitées de son fils Jaromir : Marie Am Rain et Mélanie Galattis. Mais Théodore, son serviteur a pris congé depuis quelques jours, et sans ses directives, chacun se sent perdu. On apprend dans cet acte les raisons de sa démission : le comportement de Jaromir à son égard et envers les femmes. Il accepte de revenir au service de la baronne si cette dernière lui laisse faire ce qu'il veut, avec comme but secret de renvoyer chez elles les amantes de Jaromir.

### Acte II
Le stratagème de Théodore se met en place.

### Acte III
Il joue sur la culpabilité de Marie en l'accusant de mentir à son père malade, afin qu'elle rentre auprès de lui.

### Acte IV
Il fait croire à Mélanie que Jaromir expose des détails de leur vie amoureuse dans ses écrits, ce qu'elle a toujours redouté, afin qu'elle se mette en colère contre Jaromir et quitte la maison.

### Acte V
Une fois les deux femmes parties, Anna, l'épouse de Jaromir, lui avoue la jalousie qui l'a animée durant les jours qui ont précédé. Son amour pour elle est ravivée. Tout est arrangé et comme l'avait promis la baronne à Théodore, elle lui affirme avant que le rideau ne se baisse "Et vous, cher Théodore, vous reprenez maintenant tout sous votre contrôle !".